# Arzignano Grifo Calcio a 5 2004-2005
Questa pagina raccoglie i dati riguardanti l'Arzignano Grifo Calcio a 5, squadra di calcio a 5 militante in serie A, nelle competizioni ufficiali del 2004-2005.

## Organico

### Prima squadra[1]
| N° | Naz.                                   | Ruolo | Sportivo             | Anno     |  |  |
| -- | -------------------------------------- | ----- | -------------------- | -------- |  |  |
| 12 | Brasile (bandiera)                     | POR   | Eduardo Bragaglia    | 25.01.85 |  |  |
| 1  | Brasile (bandiera) · Italia (bandiera) | POR   | Caio Farina          | 28.05.73 |  |  |
| ?  | Italia (bandiera)                      | DIF   | Sandro Bonanno       | 07.01.78 |  |  |
| 5  | Brasile (bandiera)                     | DIF   | Márcio Brancher      | 21.05.67 |  |  |
| 2  | Brasile (bandiera) · Italia (bandiera) | DIF   | Almir Rossa          | 03.05.81 |  |  |
| 3  | Brasile (bandiera)                     | DIF   | Rodrigo Taverna      | 22.03.83 |  |  |
| ?  | Brasile (bandiera) · Italia (bandiera) | LAT   | Fábio Bachega        | 04.07.83 |  |  |
| 10 | Brasile (bandiera) · Italia (bandiera) | LAT   | Adriano Foglia       | 25.04.81 |  |  |
| 6  | Argentina (bandiera)                   | LAT   | Pablo Ranieri        | 23.12.78 |  |  |
| 8  | Brasile (bandiera)                     | LAT   | Sandrinho            | 15.06.73 |  |  |
| 7  | Brasile (bandiera) · Italia (bandiera) | LAT   | Cristiano Scandolara | 25.07.83 |  |  |
| 11 | Brasile (bandiera)                     | PIV   | Vander Carioca       | 22.06.76 |  |  |
| ?  | Colombia (bandiera)                    | PIV   | John Pinilla         | 10.04.80 |  |  |

### Under-21
| N° | Naz.              | Ruolo | Sportivo            | Anno     |  |  |
| -- | ----------------- | ----- | ------------------- | -------- |  |  |
| ?  | Italia (bandiera) | DIF   | Alberto Dal Cason   | 03.09.85 |  |  |
| ?  | Serbia (bandiera) | PIV   | Igor Dobrosavljević | 13.03.84 |  |  |
| ?  | Italia (bandiera) | LAT   | Giulio Gollin       | 14.11.83 |  |  |
| ?  | Italia (bandiera) | POR   | Fabio Rammairone    | 11.02.86 |  |  |